# Người Độc Long
Người Độc Long (hay Drung hoặc Dulong) (Giản thể: 独龙族, Phồn thể: 獨龍族, Bính âm: Dúlóngzú; endonym: tɯɹɯŋ) là một trong 56 dân tộc được công nhận chính thức tại Cộng hòa Nhân dân Trung Hoa. Dân số của dân tộc này có khoảng 6.000 tại Châu tự trị dân tộc Lật Túc Nộ Giang ở tỉnh Vân Nam, tại thung lũng Độc Long. 600 người khác sinh sống phía đông thung lũng Độc Long, sống tại các vùng đồi núi phía trên Nộ Giang (Sông Salween)ở phía bắc Cống Sơn.
Người Độc Long nói tiếng Độc Long, một ngôn ngữ thuộc Ngữ hệ Hán-Tạng. Ngôn ngữ của họ không có chữ viết. Mặc dù một số người Độc Long đã cải sang Thiên Chúa giáo, phần lớn dân tộc này vẫn tin vào tín ngưỡng thuyết vật linh của mình, cho rằng tất cả mọi sự vật đều có linh hồn.